# 加爾第
加爾第（英語：Kaldi）是一位阿拉伯傳說中提及的埃塞俄比亞牧羊人，據傳他在公元850年左右發現了咖啡树，隨後該作物傳進穆斯林世界，並傳播至世界各地。

## 分析
這個故事很可能是虛構的，因為最初是由一位馬龍尼羅馬東方語言教授安托萬·福斯塔斯·奈隆 (Antoine Faustus Nairon) 講述的，同時也是第一批致力於咖啡印刷論文之一的著作《De Saluberrima potione Cahue seu Cafe nuncupata Discurscus》（羅馬，1671年）的作者。
埃塞俄比亞牧羊人加爾第和他跳舞的山羊神話是西方文學中最常见的咖啡起源故事，其美化了蘇非派與咖啡相遇發生在埃塞俄比亞（位於阿拉伯半島與红海的狹窄通道對面）的可信傳統。

## 後世影響
在现代中，“加爾第咖啡”或“加爾第的咖啡”以及“跳舞山羊”或“徘徊山羊”是世界各地咖啡店和咖啡烘焙公司的常见名称。埃塞俄比亞最大的咖啡連鎖店被稱為Kaldi's。